# Entephria takuata
Entephria takuata är en fjärilsart som beskrevs av Taylor 1907. Entephria takuata ingår i släktet Entephria och familjen mätare. Inga underarter finns listade i Catalogue of Life.